# آرونو تاهارا
آرونو تاهارا (انگلیسی: Aruno Tahara؛ زادهٔ ۲۳ مارس ۱۹۴۹) بازیگر، و صداپیشگی در ژاپن اهل ژاپن است.